# Bijenboom
De bijenboom (Tetradium daniellii) is een plant uit de wijnruitfamilie die oorspronkelijk in Korea en het bergachtige noorden van China voorkomt. De boom wordt vooral gewaardeerd om zijn sterk ruikende bloesem en de hoge nectarproductie. In de Benelux is de boom nog zeldzaam.

## Etymologie
De wetenschappelijke geslachtsnaam Tetradium is afgeleid van het Griekse tetradion, oftewel "vierkant". Dit verwijst naar de vorm van de bloem. Het tweede gedeelte van de naam verwijst naar de Britse botanicus William Freeman Daniell (1818-1865). 
Voor de hernoeming in 1981 luidde de geslachtsnaam Evodia of Euodia, hetgeen "welriekend" betekent.

## Beschrijving
De bijenboom groeit snel - in goede omstandigheden tot wel 50 centimeter per jaar - en kan een hoogte van ongeveer 20 meter bereiken. In struikvorm wordt hij minder hoog. De bast is glad en grijs en lijkt op de bast van de beuk. De bijenboom is winterhard en kan temperaturen van -25° Celsius verdragen. In juli en augustus bloeit de boom uitbundig in grote, opstaande, crèmekleurige pluimen. Na de bloei verschijnen trossen rode doosvruchten, die zwarte zaden bevatten.

### Nectarproductie
De bijenboom bloeit met een grote hoeveelheid kleine, geurende bloemen. Zowel de mannelijke als de vrouwelijke bloemen hebben op de bodem een dikke nectarschijf, die veel nectar produceert. De nectar van de bijenboom heeft een uitzonderlijk hoog suikergehalte van 44-64%. Hierdoor wordt de bijenboom tijdens de bloei veelvuldig bezocht door bijen en andere bestuivers.
De mannelijke bloemen produceren tevens een geel stuifmeel. 